# Eucera decolorata
Eucera decolorata là một loài Hymenoptera trong họ Apidae. Loài này được Gribodo mô tả khoa học năm 1924.